# Przesilenie (powieść Orsona Scotta Carda i Aarona Johnstona)
Niektóre z zamieszczonych tu informacji wymagają weryfikacji.
Dokładniejsze informacje o tym, co należy poprawić, być może znajdują się w dyskusji tego artykułu.
 Po wyeliminowaniu niedoskonałości należy usunąć szablon {{Dopracować}} z tego artykułu.
Przesilenie (tyt. oryg. Earth Awakens) – powieść fantastycznonaukowa autorstwa Orsona Scotta Carda i Aarona Johnstona. Trzeci tom trylogii Pierwsza wojna z Formidami, będącej prequelem Gry Endera. Ukazała się nakładem Tor Books w 2014 r., polskie tłumaczenie wydała oficyna  Prószyński i S-ka w tłumaczeniu Agnieszki Sylwanowicz w 2015 r..

## Fabuła
Ziemianie mobilizują się do walki z Formidami. Victor Delgado w misji szpiegowskiej dostaje się do wnętrza ich statku na orbicie, a oddział Mazera Rackhama przyczynia się do wynalezienia środka neutralizującego truciznę obcych. W końcu połączone siły bohaterów niszczą statek Robali. Po zakończeniu konfliktu główne ziemskie siły polityczne wykorzystują sytuację do zmiany ustroju na Ziemi - powołane zostają urzędy Strategosa, Polemarchy i Hegemona, a wszystkie armie świata tworzą Międzynarodową Flotę. Niestety, wolni górnicy odkrywają, że statek obcych był tylko zwiadowcą, a z głębi kosmosu nadlatuje wielka flotylla agresorów.